# Wucui
Wucui (en chino, 乌翠; pinyin, Wūcuì, léase U-Dsuéi) ) es un distrito urbano bajo la administración directa de la Prefectura Yichun en la Provincia de Heilongjiang, República Popular China.  Su área es de 2424 km² y su población total para 2020 superó los 70 mil habitantes. 

## Administración
Desde julio de 2023, el  Distrito Wucui  se divide en 4 pueblos administrados en subdistritos.

## Toponimia
Su nombre proviene por que en 2019 se fusionaron los antiguos distritos Wumahe (乌马河) y Cuiluan (翠峦) para formar el nuevo distrito Wu-Cui.